# 보리스 타디치
보리스 타디치(세르비아어: Борис Тадић/Boris Tadić, 문화어: 보리스 따디츠, 1958년 1월 15일 ~ )는 세르비아의 심리학자이자 정치인이다. 2004년부터 2012년까지 세르비아의 대통령을 지냈으며, 민주당 소속이다. 2004년 세르비아 대통령 선거에서 승리했으며, 2008년 세르비아 대통령 선거에서 재선하였다. 2012년 4월 5일, 조기 대선을 위해 대통령 직에서 물러났으나 5월 6일 1차 투표에서 근소하게 1위(25.31%, 상대 토미슬라브 니콜리치 25.05%)하고도 2차 투표에서 47.31%를 득표, 49.54%를 득표한 니콜리치에게 패배하여 삼선에 실패하였다.

## 약력
보리스 타다치는 보스니아 헤르체고비나의 수도 사라예보에서 철학자 류보미르 타디치와 심리학자 네베카 타디치 부부 사이에서 태어났다. 보리스의 조부모는 제2차 세계 대전 사이에 우스타샤에 의해 자행된 대량 학살의 희생자이다.
보리스는 초등학교부터 고등학교까지 쭉 베오그라드에서 생활했고, 베오그라드 대학에서 사회심리학 임상 심리과를 졸업했다. 졸업 후에는 저널리스트이자 임상 심리학자로 일했고, 심리학 연구소에서 연구를 하기도 하였다.